# Haltepunkt Düsseldorf Völklinger Straße
Der Haltepunkt Düsseldorf Völklinger Straße befindet sich etwa 3,5 Kilometer südwestlich des Düsseldorfer Hauptbahnhofes im Stadtteil Unterbilk an der Bahnstrecke Mönchengladbach–Düsseldorf.
Er wurde am 29. Mai 1988 mit dem Betriebsstart der Linie S 8 der S-Bahn Rhein-Ruhr eröffnet. Es handelt sich um einen Haltepunkt mit zwei Gleisen, die über einen Mittelbahnsteig erreicht werden. Dieser Mittelbahnsteig hat eine Höhe von 96 Zentimetern und entspricht damit der Einstiegshöhe der S-Bahn-Fahrzeuge der Linien S11 und S28, für die Linie S8 werden seit Dezember 2014 Fahrzeuge mit einer Einstiegshöhe von 76 Zentimetern eingesetzt. Allerdings gibt es keinen barrierefreien Zugang zum Bahnsteig, weswegen Rollstuhlfahrer die S-Bahnen nicht ohne fremde Hilfe erreichen können. Die Anlage befindet sich in Hochlage oberhalb der Völklinger Straße, hier Teil der Bundesstraße 1, und der Volmerswerther Straße.
Im Februar 2016 gab der Verkehrsverbund Rhein-Ruhr bekannt, dass der Haltepunkt bis spätestens 2023[veraltet] saniert werden soll.
Hierbei sind eine Aufzugsnachrüstung und eine Modernisierung der Bahnsteigausstattung geplant. Außerdem soll der Bahnsteig um 20 cm abgesenkt werden, da der VRR das Ziel hat, langfristig an allen S-Bahn-Stationen im Verbundgebiet eine einheitliche Einstiegshöhe vom 76 cm zu schaffen.

## Verkehrliche Bedeutung
Der Haltepunkt wird heute von den S-Bahn-Linien S 8 (Mönchengladbach Hbf–Hagen Hbf), S 11 (Bergisch Gladbach–Düsseldorf Flughafen Terminal) und S 28 (Wuppertal Hbf–Mettmann Stadtwald–Kaarster See) tagsüber jeweils im 20-Minuten-Takt angefahren. Die S-Bahn-Linien S 8 und S 11 werden von der DB Regio NRW, die Linie S 28 von der Regiobahn betrieben.
| Linie | Verlauf | Takt                                                                                         |
| ----- | --- | -------------------------------------------------------------------------------------------- |
| S 8   | Hagen Hbf – HA-Wehringhausen – HA-Heubing – HA-Westerbauer – Gevelsberg-Knapp – Gevelsberg Hbf – Gevelsberg-Kipp – Gevelsberg West – Schwelm – Schwelm West – W-Langerfeld – W-Oberbarmen – W-Barmen – W-Unterbarmen – Wuppertal Hbf – W-Steinbeck – W-Zoologischer Garten – W-Sonnborn – W-Vohwinkel – Haan-Gruiten – Hochdahl-Millrath – Hochdahl – Erkrath – D-Gerresheim – D-Flingern – Düsseldorf Hbf – D-Friedrichstadt – D-Bilk – D-Völklinger Straße – D-Hamm – NE Rheinpark-Center – NE Am Kaiser – Neuss Hbf – Büttgen – Kleinenbroich – Korschenbroich – MG-Lürrip – Mönchengladbach Hbf Stand: Fahrplanwechsel Dezember 2023 | 30 min 60 min (Hagen–Oberbarmen) 20 min (Oberbarmen–M’gladbach wochentags)                   |
| S 11  | D-Flughafen Terminal – D-Unterrath – D-Derendorf – D-Zoo – D-Wehrhahn – Düsseldorf Hbf – D-Friedrichstadt – D-Bilk – D-Völklinger Straße – D-Hamm – NE Rheinparkcenter – NE Am Kaiser – Neuss Hbf – Neuss Süd – Norf – NE-Allerheiligen – Nievenheim – Dormagen – Dormagen-Chempark – Köln-Worringen – K-Blumenberg – K-Chorweiler Nord – K-Chorweiler – K-Volkhovener Weg – K-Longerich – K-Geldernstraße/Parkgürtel – K-Nippes – K-Hansaring – Köln Hbf – K-Messe/Deutz – K-Buchforst – K-Mülheim – K-Holweide – K-Dellbrück – Duckterath – Bergisch Gladbach Stand: Fahrplanwechsel Dezember 2023                                     | 20 min                                                                                       |
| S 28  | Kaarster See – Kaarster Bahnhof – Kaarst Mitte/Holzbüttgen – IKEA Kaarst – Neuss Hbf – NE Am Kaiser – NE Rheinpark-Center – D-Hamm – D-Völklinger Straße – D-Bilk – D-Friedrichstadt – Düsseldorf Hbf – D-Flingern – D-Gerresheim – Erkrath Nord – Neanderthal – Mettmann Zentrum – Mettmann Stadtwald – Hahnenfurth-Düssel – W-Vohwinkel – W-Zoologischer Garten – W-Steinbeck – Wuppertal Hbf Stand: Fahrplanwechsel Dezember 2023 | 20 min (wochentags) 20/40 min (Mettmann–Wuppertal wochentags) 30 min (Wochenenden/Feiertage) |

Der Haltepunkt ist außerdem ein Verknüpfungspunkt mit dem von der Rheinbahn betriebenen Düsseldorfer Bus- und Straßenbahnnetz. Die Straßenbahnlinie 709 hält in der Volmerswerther Straße jeweils im 10-Minuten-Takt, in der Hauptverkehrszeit im 5-Minuten-Takt, die Buslinie 723 und die Buslinie 726 ebenfalls dort im 30-Minuten-Takt. Für alle Linien gilt der Tarif des VRR sowie der NRW-Tarif für verbundüberschreitende Fahrten.
| Linie | Verlauf | Takt              |
| ----- | --- | ----------------- |
| 709   | Gerresheim, Krankenhaus 1 – Auf der Hardt/LVR-Klinikum – Staufenplatz 2 – Schlüterstraße/Arbeitsagentur – Flingern – Flingern-Nord, Birkenstraße – Stadtmitte, Worringer Platz – Düsseldorf Hbf – Stadtmitte, Berliner Allee3 – Graf-Adolf-Platz – Landtag/Kniebrücke – Unterbilk, Stadttor – Unterbilk, Bilker Kirche – D-Völklinger Straße 4 – Südfriedhof5 – Düsseldorf, Josef-Kardinal-Frings-Brücke – Neuss, Rheinpark-Center Süd – Neuss Stadthalle/Museum6 – Neuss, Markt – Neuss Hbf – Neuss, Theodor-Heuss-Platz7 Betrieb im Standardtakt der Düsseldorfer Straßenbahnen mit folgenden Abweichungen: während der HVZ im Abschnitt 2–5 alle 5 min; Sa 10–20 Uhr im Abschnitt 1–6 alle 10 min und Abschnitt 6–7 kein Betrieb; Mo–So ab 21 Uhr Abschnitt 6–7 alle 30 min; weitere Haltestellen in allen Abschnitten, aber alle Umsteigehaltestellen sind aufgeführt. | 10 min HVZ: 5 min |
| 723   | Hafen, Plange Mühle1 – Medienhafen, Kesselstraße – Franziusstraße – Unterbilk, Bilker Kirche – D-Völklinger Straße – Hamm, Florenstraße – Südfriedhof – Volmerswerther Straße – Aachener Platz – Bilk, Moorenstraße – Uni-Kliniken – (Bilk, Südpark 2 –) Wersten, Werstener Dorfstraße 3 – Wersten, Provinzialplatz – Eller, Herborner Weg – Eller Mitte 4 Mo–Fr 6–22 Uhr alle 30 min; Sa 9–22 Uhr und So 11–22 Uhr: Abschnitt 1–3 alle 60 min, Abschnitt 3–4 alle 30 min; Endhaltestelle der Fahrten, die den Abschnitt 1–3 nicht bedienen, ist 2; weitere Haltestellen auf dem gesamten Linienweg; alle Umsteigehaltestellen sind aber aufgeführt. |                   |
| 726   | Carlstadt, Maxplatz1 → Carlsplatz (Benrather Straße ) → Graf-Adolf-Platz → Poststraße ← Alter Hafen ← Mannesmannufer – Landtag/Kniebrücke – Unterbilk, Stadttor – Rheinturm2 – Franziusstraße3 – Unterbilk, Bilker Kirche – D-Völklinger Straße – Bilk, Bachstraße – Aachener Platz – Flehe – Volmerswerther Deich4 Mo–Fr 6–20 Uhr, Sa 9–20 Uhr und So 11–20 Uhr alle 30 min; täglich 20–23 Uhr 1–2 Fahrten pro Stunde; Mo–Sa vor 11 Uhr wird nur der Abschnitt 3–4 bedient; weitere Haltestellen nur im Abschnitt 2–4; alle Umsteigehaltestellen sind aber aufgeführt. | 30 min            |
| NE 8  | Düsseldorf Hbf → Kirchplatz → Polizeipräsidium → Hafen Ost → Franziusstraße → Bilker Kirche → Völklinger Straße → Flehe → Volmerswerth → Unterbilk → Franziusstraße → Hafen Ost → Polizeipräsidium → Kirchplatz → Düsseldorf Hbf | 30 min            |

## Lage
Der Haltepunkt liegt in zentraler Lage zwischen den Stadtteilen Hamm, Unterbilk und Bilk. Dadurch dient er vielen Berufspendlern als zentraler Ausstiegspunkt für die in der Nähe angesiedelten Firmen und Behörden. Zu diesen zählen in erster Linie die südöstlich angesiedelten Ministerien für Innovation, Wissenschaft, Forschung und Technologie und für Schule und Weiterbildung des Landes Nordrhein-Westfalen. Daneben befindet sich an gleicher Stelle auch das Landeskriminalamt Nordrhein-Westfalen sowie ein Hochsicherheitsgerichtssaal des Oberlandesgerichtes Düsseldorf. Nordöstlich bietet der Medienhafen eine große Zahl an Arbeitsplätzen mit Unternehmen der Werbe- und Medienbranche sowie zahlreichen Modeshowrooms und Hotels. Daneben hat sich dieser zu einem zentralen Ort des Düsseldorfer Nachtlebens entwickelt, dort befinden sich ein Multiplexkino und mehrere Bars und Diskotheken.